# Camptouratea schomburgkii
Camptouratea schomburgkii là một loài thực vật có hoa trong họ Ochnaceae. Loài này được (Planch.) Tiegh. mô tả khoa học đầu tiên năm 1902.